# Svenska slag
Svenska slag är en svensk dokumentär-TV-serie i åtta halvtimmesavsnitt från 2007 med Per Dahlberg som programledare, som har visats på Sveriges television. Serien handlar om olika fältslag under skånska kriget 1674–1679. I serien analyseras människoöden, arkeologiska fynd samt olika anfallstekniker och man testar med hjälp av Totalförsvarets forskningsinstitut (FOI) diverse vapen och sprängämnen. I serien medverkar bland andra slagfältsarkeologen Bo Knarrström, professorn i militärhistoria Lars Ericson Wolke, osteologen Ebba During och historikern Anna Maria Forssberg. Serien släpptes på DVD den 28 augusti 2007.